# NK Hrvatski Dragovoljac
Nogometni klub Hrvatski dragovoljac – chorwacki klub piłkarski mający siedzibę w stolicy kraju Zagrzebiu.

## Historia
Klub został założony w 1975 roku pod nazwą NK Trnsko 75. W następnym roku klub spełniał wszystkie wymogi, by móc wystartować w rozgrywkach. Dodatkowo zmieniono nazwę na ONK Novi Zagrzeb. W 1990 roku ponownie przemianowano klub - tym razem na NK Novi Zagrzeb. W 1991 roku wybuchła wojna na Bałkanach i prawie jak każdy klub w Chorwacji, NK Novi Zagrzeb przestał istnieć. Pod koniec 1990 roku Ivica Perković postanowił wznowić działalność klubu w Novim Zagrzebiu, który wciąż zamieszkiwało 200.000 ludzi. W 1991 pomimo trudów wojny udało się wznowić działalność klubu. Zmieniono barwy na czarne, a klub nazwano NK Hrvatski dragovoljac.
W 1995 roku klub po raz pierwszy zagrał w pierwszej lidze. W sezonie 1996/1997 zajął 3. miejsce - najwżysze w historii występów w ekstraklasie, co zaowocowało startem w Pucharze Intertoto (klub zagrał w nim także 2 lata później). Niestety od 2001 roku najlepsi piłkarze zaczęli odchodzić, a w sezonie 2001/2001 klub spadł do 2. HNL. Awans został wywalczony w roku 2010. Po jednym sezonie spędzonym w najwyższej klasie rozgrywkowej, w połowie 2011 roku, drużyna ponownie zawitała do chorwackiej drugiej ligi.

### Piłkarze w historii klubu
- Robert Prosinečki
- Vladimir Vasilj
- Boris Živković

### Stadion i kibce
NK Hrvatski Dragovoljac domowe mecze rozgrywa na stadionie U Sigetu. Obiekt może pomieścić 12.000 widzów, ale nie spełnia norm UEFA. Fani zespołu nazywani są Crni Ratnici (po polsku: Czarni Żołnierze).

## Europejskie puchary
Legenda do wszystkich tabel:
- Q – runda eliminacyjna, 1/16, 1/8, 1/4, 1/2 – odpowiednia faza rozgrywek, Grupa – runda grupowa, 1r gr – pierwsza runda grupowa, 2r gr – druga runda grupowa, F – finał, R – runda, PO – play-off
- k. – rzuty karne, los. – losowanie, Dogr. – dogrywka, w. – zasada bramek strzelonych na wyjeździe

| Sezon | Rozgrywki        | Runda   | Przeciwnik | Dom | Wyjazd | Ogólnie    |
| ----- | ---------------- | ------- | ---------- | --- | ------ | ---------- |
| 1997  | Puchar Intertoto | Grupa 2 | SC Bastia  | 0–1 |        | 4. miejsce |
| 1997  | Puchar Intertoto | Grupa 2 | Silkeborg  |     | 0–5    | 4. miejsce |
| 1997  | Puchar Intertoto | Grupa 2 | Ebbw Vale  | 4–0 |        | 4. miejsce |
| 1997  | Puchar Intertoto | Grupa 2 | GAK        |     | 3–1    | 4. miejsce |
| 1998  | Puchar Intertoto | 1R      | Lyngby BK  | 1–4 | 1–0    | 2–4        |
| 1999  | Puchar Intertoto | 1R      | Newry City | 1–0 | 0–2    | 1–2        |